# Albert Blankenfeld
Albert Blankenfeld (* 1. Dezember 1900 in Münster; † 8. November 1993 in Hamburg) war ein deutscher Dreher, Verwaltungsinspektor und Widerstandskämpfer gegen den Nationalsozialismus.

## Leben und Wirken
Albert Blankenfeld besuchte eine Volksschule und absolvierte von 1915 bis 1918 eine Ausbildung als Dreher bei den Tritonwerken in Hamburg. Im Jugendalter wurde er Mitglied der Sozialistischen Arbeiter-Jugend. Während des Ersten Weltkriegs musste er Kriegsdienst leisten, erreichte jedoch nicht mehr die Kriegsfront. Nach Kriegsende arbeitete er aktiv im Deutschen Metallarbeiter-Verband und in der SPD mit. Gemeinsam mit Theodor Haubach engagierte er sich bei den Jungsozialisten, wurde 1923 Mitglied der Vereinigung Republik und half ein Jahr später beim Aufbau des Reichsbanners Schwarz-Rot-Gold. Gemeinsam mit Theodor Haubach rief er in der Schule am Biedermannplatz in Barmbek-Süd die sogenannte Sportriege 10 ins Leben. Hieraus entwickelte sich später die Schutzformation 10.
Albert Blankenfeld lebte ab 1928 in Barmbek-Nord und engagierte sich für die SPD im dortigen Wahlbezirk. Aufgrund der Weltwirtschaftskrise wurde er arbeitslos und blieb bis 1934 ohne Beschäftigung. Blohm & Voss stellte ihn im Mai 1935 als Dreher an. Gemeinsam mit anderen SPD-Mitgliedern agierte Blankenfeld nach der Machtergreifung illegal und wurde aus diesem Grund am 16. November 1936 verhaftet. Gemeinsam mit 14 anderen Mitgliedern der SPD wurde er der „Vorbereitung zum Hochverrat“ bezichtigt. Von Mai 1933 bis Mai 1935 hätten sie illegal die Partei in Barmbek aufrechterhalten, nicht erlaubte Schriften in Umlauf gebracht, Geld zum Unterhalt der Partei eingenommen sowie andere SPD-Mitglieder, die sich im Ausland aufhielten, kontaktiert, so die Anklage. Albert Blankenfeld war einer der Hauptangeklagten. Das Oberlandesgericht Hamburg verhängte gegen ihn im Mai 1937 eine Strafe von drei Jahren Zuchthaus. Blankenfeld saß die Haftstrafe im Zuchthaus Fuhlsbüttel ab. Berücksichtigt wurden dabei zweieinhalb Monate „Schutzhaft“, die er zuvor im KZ Fuhlsbüttel verbracht hatte sowie die dreimonatige Untersuchungshaft.

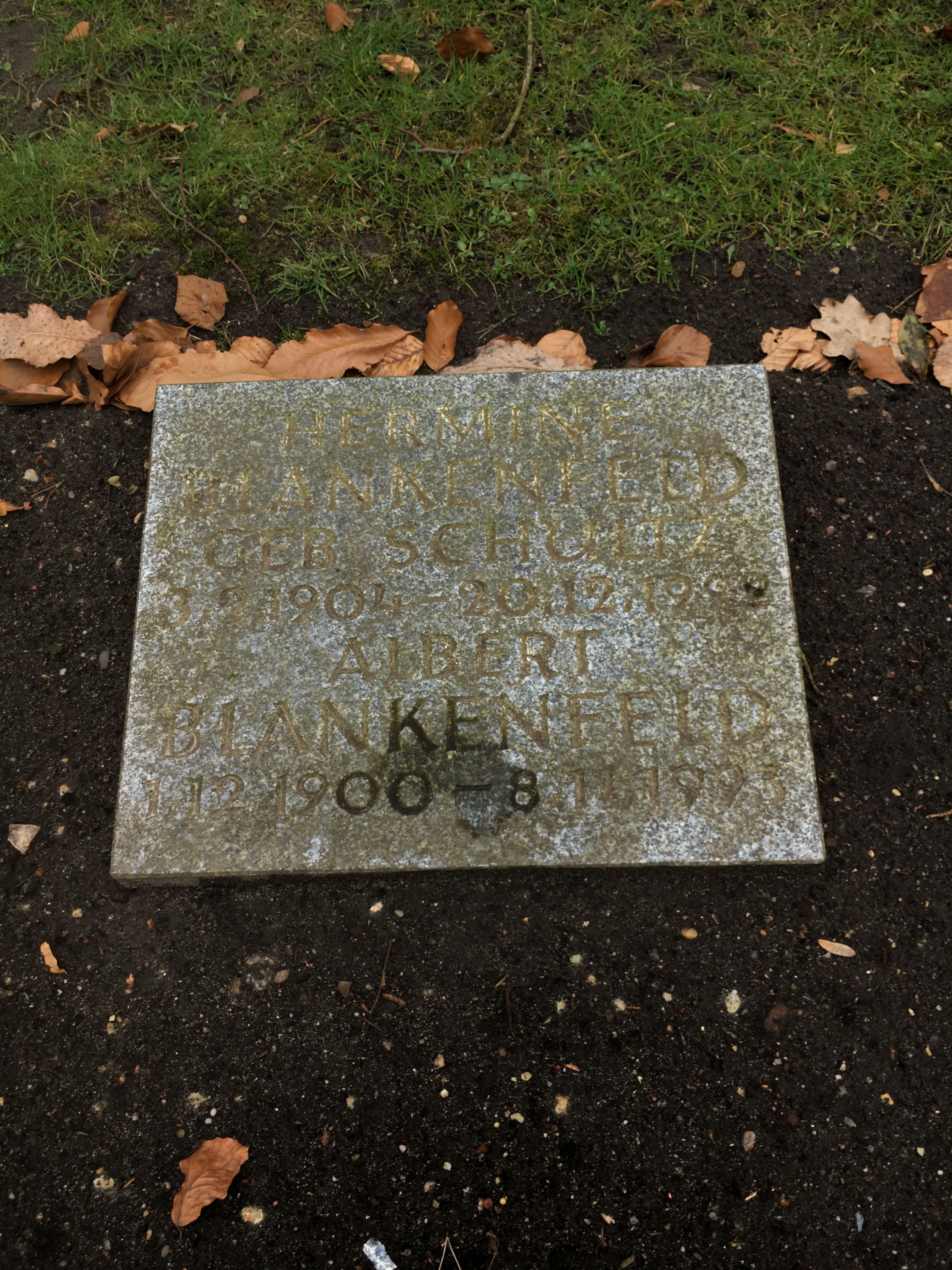
Kissenstein auf dem Ehrenfeld der Geschwister-Scholl-Stiftung auf dem Friedhof Ohlsdorf

Da die Nationalsozialisten Angehörige von politisch Verfolgten nur unzureichend unterstützten, sah sich Hermine Blankenfeld gezwungen, ihre Wohnung mitsamt drei minderjährigen Kindern zu verlassen. Sie kam in einer schlecht ausgestatteten Laube in einem Schrebergarten unter, wo sie ungefähr ein Jahr verbrachte. Ihre Kinder versuchten, durch Zeitungsaustragen Geld für den Lebensunterhalt beizusteuern. Nach seiner Haftentlassung am 19. November 1939 gab die Firma Nilsson & Korte Albert Blankenfeld zeitnah eine Stelle als Dreher.
Nach der Operation Gomorrha wohnte Blankenfeld mit Familie in Eppendorf, wo er gleich nach Ende des Zweiten Weltkriegs die SPD mit aufbaute. 1946/47 übernahm er den Vorsitz des Kreises II, der Eppendorf sowie Winterhude-Nord und -Süd umfasste und war daher auch Mitglied des Landesvorstands der SPD Hamburg. Von 1948 bis zur Verrentung arbeitete Blankenfeld als Verwaltungsinspektor beim Hamburger Arbeitsamt. Im selben Jahr wurde er Vorsitzender der Arbeitsgemeinschaft ehemals verfolgter Sozialdemokraten und blieb in dieser Position bis 1986. Er engagierte sich auch in der Geschwister-Scholl-Stiftung, deren Vorstandsmitglied er im April 1955 wurde. Von Oktober 1955 bis August 1982 übernahm er den Vorsitz der Stiftung.
Albert Blankenfeld starb im November 1993 in Hamburg und wurde auf dem dortigen Friedhof Ohlsdorf beigesetzt.  

## Ehrungen
Für die Verdienste um die Wiedergutmachung der während der Zeit des Nationalsozialismus erlittenen Unrechts wurde Blankenfeld 1975 die Hamburgische Medaille für treue Arbeit im Dienste des Volkes in Bronze verliehen. 1985 erhielt er das Bundesverdienstkreuz am Bande.